# 玛伦·弗尔茨
玛伦·弗尔茨（德語：Maren Völz，1999年11月20日—），来自申肯贝格，德国女子赛艇运动员。她曾代表德国参加2024年夏季奥林匹克运动会赛艇比赛，获得女子双人双桨铜牌。